# Ya Boy
Ya Boy je pseudonym Williama Josepha Crawforda (* 28. ledna 1984, Fillmore, San Francisco) amerického zpěváka hiphopu.

## Životopis
Své umělecké jméno, Ya Boy, dostal William od svého bratrance Baileyho.
V roce 2001 úspěšně zakončil vysokou školu, známou pod názvem El Camino Real High School. Začátkem roku 2002 začal snít o kariéře rappera. Tak se také stalo. Z jeho prvního songu "16's With Me" se stal rázem mega hit v celé lokaci San Francisca a Los Angeles. Tento úvodní trhák Ya Boyovi kariéry si vzal do parády známý producent Big D, který ho samploval známou znělkou ze Star Wars. Hned po tomto tahu na branku si William získal dvojnásobnou pozornost, a to díky tracku 100 More Bars, ve kterém byla použita instrumentálka z Jim Jonesova hitu We Fly High. Tři roky na to se Ya Boy rozhodl vydat své debutové album Rookie of the Year.

## Hudební videoklipy
- Still In The Hood
- Holla At Ya Boy
- 100 Bars of Death
- ShoeBox
- We Run LA

## Diskografie

### Alba
- Rookie of the Year
- Holla At Ya Boy

### Mixtapes
- Future Of The Franchise
- Chapter 1: The Rise
- The Fix
- Ya Boy Radio Part 1
- We Hella Grindin Part.2
- Optimus Rime
- We Hella Grindin part. 2.5: Returned
- I’m Bout To Murdah Shit!
- The Bay Area Bully
- Who is i'am?
- Kush 2009
- The Fix 2
- Kalifornia Konvict
- Trappy Birthday [2012]